# Reserva nacional Pucacuro
La reserva nacional Pucacuro es un área protegida en el Perú. Se encuentra en el departamento de Loreto, en la provincia de Loreto.
Fue creado el 8 de agosto del 2005, mediante Resolución Ministerial N.º 690-2005-AG.. Tiene una extensión de 637,953.83 hectáreas.
Está ubicada en el distrito de Tigre en la provincia de Loreto, región Loreto.
El área protege los bosques húmedos.